# Issam El Adoua
Issam El Adoua (ur. 9 grudnia 1986 w Casablance) – marokański piłkarz. Występuje na pozycji obrońcy. W reprezentacji Maroka zadebiutował w 2009 roku.